# المكارمة (الإسماعيلية)
المَكارِمة هي فِرقة إسماعيلية عُبَيديّة انشقت عن الطيبية البهرة الداوودية عام 999هـ، وهم البهرة السليمانية. ينسبون إلى الداعي الإسماعيلي سليمان بن حسن الهندي، ومركزهم في حراز غرب صنعاء ولهم تواجد في صنعاء وإب وكما توجد في مدينة نجران السعودية ووجود قليل في الهند وباكستان وبنغلاديش. ظهرت الفرقة بعد وفاة الداعي البهرة الداوودي داود بن عجب شاه، حيث انتخبت مستعلية اليمن داعيًا لها، لكنهم اعترضوا على ذلك وانفصلوا تحت قيادة سليمان بن حسن الهندي. توفي سليمان في عام 1005هـ، وخلفه ابنه جعفر الذي ورث الدعوة وتوفي في عام 1050هـ. خلفه أخوه علي الذي نقل الدعوة إلى الهند وتوفي في عام 1088هـ، ثم خلفه ابن عمه إبراهيم الذي عاد بالدعوة إلى اليمن وتوفي في عام 1094هـ. بعد ذلك، تولى حفيده محمد بن إسماعيل القيادة وفر إلى الخارج بعد حروب مع الزيدية وتوفي في عام 1129هـ.

## نسبهم
يعودون إلى حمير بن سبأ بن يشجب بن يعرب بن قحطان، وحمير كان من ملوك اليمن وهو أول من وضع التاج على رأسه. وقد جاء في كتاب بلاد عسير لفؤاد حمزة أنهم يعودون لمكرم بن سبأ.

## انتقال الإسماعيلية إلى نجران
بعد أن استلم الداعي محمد بن إسماعيل بن إبراهيم الدعوة حصل بينه وبين الزيدية حرب هُـزم فيها فخرج إلى القنفذة يريد الهرب إلى الهند إلا أن قبيلة يام في نجران دعوه ليكون بينهم، فحضر إلى نجران، وسكن بلدة بناها وأسماها (الجمعة) وهي الآن خراب، وبوصوله إلى نجران تولى السلطة الدينية، واستمرت قرية الجمعة مركزاً للمكرمي حتى عام 1352هـ حيث انتقل بعد ذلك إلى حبونا وفي عام 1370هـ انتقل إلى خشيوة وهي مقر الدعوة الإسماعيلية إلى يومنا هذا.

## مشائخهم المتأخرون
- على بن حسين المكرمي المتوفى عام 1397هـ
- حسين بن الحسن المكرمي المتوفى عام 1413 هـ
- حسين بن إسماعيل المكرمي المتوفى عام 1426 هـ
- محسن بن علي بن حسين المكرمي